# レッドブル・リンク
レッドブル・リンク（Red Bull Ring）は、オーストリアのクニッテルフェルトから西へ6kmのシュピールベルクにあるサーキット。かつてはエステルライヒリンク（Österreichring、オステルライヒリンクとも）と呼ばれていたが、1997年の改修によりA1リンク（A1-Ring）へ改称、2010年にレッドブル・リンクと改称され現在に至る。
海抜700mの場所にあるため、エルマノス・ロドリゲス・サーキット（メキシコ）ほどではないにせよ、レースカテゴリーによっては空気の薄さにエンジンが影響を受けることがある。

## エステルライヒリンク

エステルライヒリンク時代(1977-1995)のレイアウト。グレー部分はシケイン改修前。

レッドブル・リンクの旧レイアウトとなるエステルライヒリンクは、1969年にツェルトベク飛行場からすぐ北の緑が美しい丘に造られた高速サーキットで、ターボ時代のF1で平均速度が時速250kmを超えるラップが記録された。この記録は、モンツァやホッケンハイム、ポール・リカールの平均速度を上回るものだった。起伏が大きく、オーバーテイクポイントが多いこの高速コースは、ドライバーに人気が高かった。
第1コーナー「Hellaカーブ」は上り坂の頂上にある高速コーナーで、ニキ・ラウダは著書「ニキ・ラウダF1の世界」の中で、このコーナーをグランプリコースの最も難しい10のコーナーのうちの一つとしている。その理由として、コーナーの通過速度が非常に高いことと、上り坂の頂上にあるこのカーブはコーナーにアプローチするまでドライバーから見ることができず、ハンドルを切り始める手がかりが分からないことを挙げている。後にこのコーナーはシケインへと改修されたが、見通しの悪さは変わらなかった。
第1コーナーを抜けると緩く左に曲がりながらバックストレートへつながるコーナーに向かうが、ここにも起伏があった。バックストレートの最後には名物の180度ターンであるボッシュカーブへと突入しインフィールドへ。最終コーナーもほぼ全開でストレートに戻る。
エステルライヒリンクでの最終開催となった1987年オーストリアGPでは、予選中に鹿がコース内に侵入しステファン・ヨハンソンが運転するマクラーレンと衝突する事故が発生し、決勝スタート直後には、ホームストレートで多重クラッシュが立て続けに2回発生した。
観客管理、警備にずさんな面があり、ランオフエリアの芝生に観客が入り込んだこともあった。

## A1リンク

エステルライヒリンクからA1リンクへの改修図

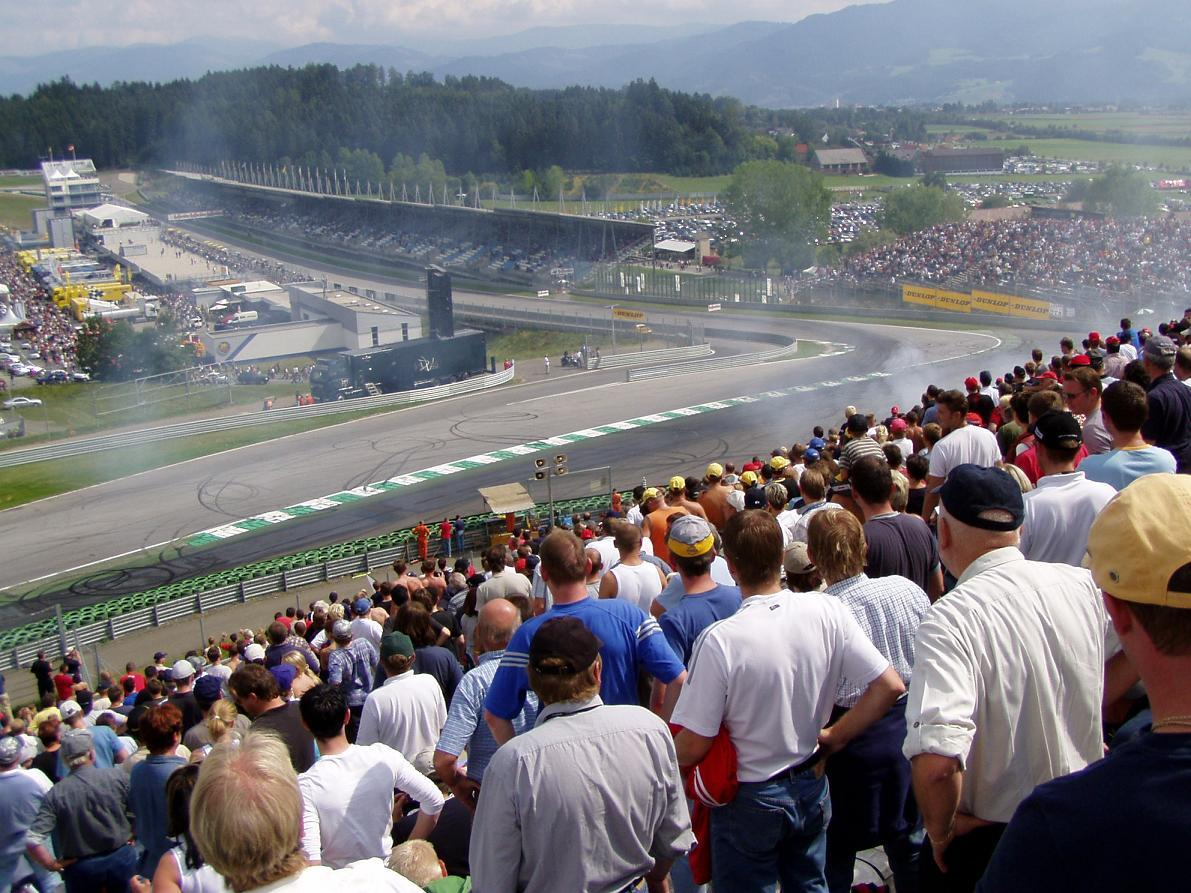
1コーナー（2003年）

その後、サーキットの利用は減って荒れ果てていたが、新たなスポンサーの出資によってようやくヘルマン・ティルケの手による改修を受け、名前もA1リンクに改めて1997年に再オープンを果たした。ホームストレートの途中からバックストレートにショートカットするようになり、名物のボッシュコーナーはコンパクトな中速コーナーとなった。この改修でサーキット自体の面白みはエステルライヒリンクに比べ減少したものの、アクセル全開率の高さ（70%近く）、起伏差が大きく、オーバーテイク可能なところはかつてと同様である。
新レイアウトは基本的に旧コースをショートカットし、一部コーナーを大幅に改装した形となっている。
コントロールラインを越え、エステルライヒリンク名物である急勾配の上り坂の途中が1コーナーとなっている。右の90度ターンであるが、外側の縁石を大きく使う事ができるため、スタート時は外側のダートに大きく膨らむマシンが多かった。旧コースのインフィールドを利用したショートカットストレートを過ぎると、旧コースとの合流地点となる2コーナーへ入る。右へ大きく切り込む高難度のブラインドコーナーであり、2002年オーストリアGPでのニック・ハイドフェルドと佐藤琢磨の交錯事故など、様々なレースで事故が頻発した。
バックストレートへ合流し、旧コースの名物であったボッシュコーナーへ。旧コーナーはスタンド沿いを大きく外周する高速180度ターンであったが、新コースでは緩いヘアピン状となり通過速度が大きく低下している。インフィールドのパワーホースコーナーから、S字となったラウダカーブへ。最終コーナーも、旧コースでは大きな弧を描いた超高速180度ターンであったものが、90度ターン2つの中速コーナーに改修された。
旧コースの問題点とされていた狭いホームストレートは解消され、芝生のみで構成されていたランオフエリアも、ダート化及びターマック舗装が施されている。

## レッドブル・リンク

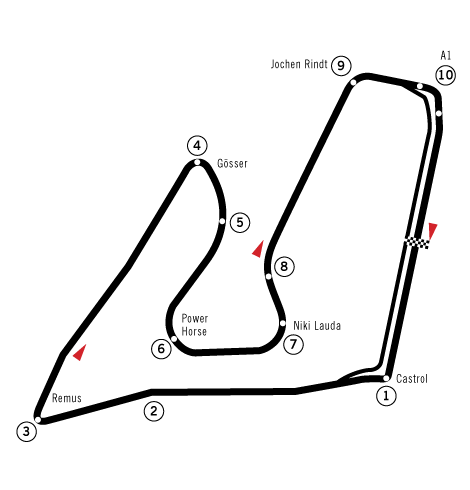
2016年時点のコースレイアウト

A1リンクへの改修後、F1オーストリアGPの開催が復活したが、サーキットから出る騒音などの問題を巡り地元環境保護団体から強硬な抗議が寄せられたことなどから、2003年に開催終了となった。2004年には地元企業であるレッドブルが同サーキットを買収し大幅な再開発を行うという計画を発表したが、前述の環境保護団体からの猛烈な反発に遭い、計画を撤回した。2005年には州政府自身によるサーキット改修計画が浮上したものの実現せず、A1リンクは廃墟と化していた。
その後、レッドブルのオーナーであるディートリヒ・マテシッツの投資によって再建されることが決定。2010年、名称をレッドブル・リンクと改めた上でFIAのサーキット承認を再取得し、2011年5月14日に再々オープンを果たした。
2011年にはDTMとFIA-F2選手権が開催された。2014年からはF1オーストリアGPが復活し、2016年からMotoGPレースが開催される。また、レッドブルが主催するエアレースの世界選手権『レッドブル・エアレース・ワールドシリーズ』の会場としても利用される。
2018年現在で開催されているF1レースのサーキットの中で1周にかかる時間が最も短く、1分10秒を切る。2018年は予選タイムが1分3秒台にまで突入した。現在、各チームの差はさほど大きくないのでそこまで影響は無いが、107%ルールには最も注意しなければならないサーキットである。
2020年から2021年に開催されたMotoGPを含めたモーターサイクルレースでは、1コーナーから3コーナーにおいて危険なクラッシュが複数発生した。特に2020年のオーストリアGPでは、2コーナー付近で発生した接触により2名の選手が転倒、2台のバイクは高速のまま3コーナーへ突入し、走行中の選手にあわや衝突というクラッシュも発生している。

シケイン設置時のレイアウト（2022年-）

これらを受け、レッドブル・リンクは2021年8月に安全性向上を目的に2コーナーへのシケイン設置計画を発表。2021年11月から2022年3月にかけて改修工事が行われ、シケインが設置された。改修はFIM、ドルナスポーツ、FIAが協力の下行われ、設計はヘルマン・ティルケが担当している。
シケインは、右回り90度の2Aコーナー、左回り90度の2Bコーナーで構成されており、元の2コーナーを残した状態で設置されている。コーナー数は10のまま変更はないが、シケインを使用した場合のコース長は4,348mと、30m長くなっている。2022年8月のMotoGPオーストリアGPで、シケインがあるレイアウトが使用された。また、F1では2022年7月に行われたオーストリアGPにおいて、シケインを通り抜ける改修以前からのレイアウトが使用されており、シケインは使用していない。
2023年のF1オーストリアGPの決勝でトラックリミット違反が疑われる件数が1200を超えたため、全てを検証して最終的なレース結果が出されるまでに数時間を要した。この問題を解決するため、翌2024年の同GPを前にトラックリミット違反が特に多かったターン9とターン10の出口の端に幅2.5mのグラベルトラップを2箇所追加した。